# Бейч, Джо
Джозеф Уильям Бейч (англ. Joseph William Bache; 8 февраля 1880, Стаурбридж — 10 ноября 1960, Бирмингем), более известный как Джо Бейч (англ. Joe Bache) — английский футболист, нападающий. Наиболее известен по выступлениям за клуб «Астон Вилла» и за национальную сборную Англии.

## Клубная карьера
Уроженец Стаурбриджа, Бейч начал футбольную карьеру в клубах «Бьюдли Виктория» и «Стаурбридж». В декабре 1900 года перешёл в бирмингемский клуб «Астон Вилла», заплативший за его переход 100 фунтов. Дебютировал за клуб в сезоне 1900/01, а со следующего сезона и вплоть до начала Первой мировой войны был ключевым игроком основного состава «Виллы», сформировав связку с Гарри Хэмптоном в нападении. Обычно играл на позиции левого инсайда. Выиграл чемпионат (в сезоне 1909/10), дважды выигрывал Кубок Англии (в 1905 и 1913 годах). Всего провёл за «Виллу» 474 матча и забил 184 гола (в том числе в чемпионате — 431 матч и 167 голов).
В военное время выступал за «Ноттс Каунти» в качестве гостя. Служил в Гарнизонной артиллерии Его Величества (англ. Royal Garrison Artillery) на Западном фронте, где получил звание младшего капрала.
После войны перешёл в валлийский клуб «Мид-Рондда», проведя сезон во втором дивизионе Южной лиги. В 1920 году стал игроком «Гримсби Таун». Забил 1 гол в 5 матчах Третьего дивизиона Футбольной лиги, после чего вошёл в тренерский штаб клуба. В дальнейшем работал тренером в Германии (в клубах «Вальдхоф» и «Рот-Вайсс Эссен»). С июля 1927 по июль 1928 года был тренером резервной команды клуба «Астон Вилла».

## Личная жизнь
Джозеф был младшим ребёнком в семье Генри и Джойс (в девичестве Лонг) Бейчев. Его отец работал котельщиком. У Джозефа было трое братьев и сестёр. Джо дважды женился (в 1902 и 1907 году), первая жена умерла в 1905 году. Во втором браке имел двух детей.
Его сын, Дэвид Бейч, стал известным автомобильным дизайнером, работая, в частности, на компанию Rover Company.

## Карьера в сборной
2 марта 1903 года дебютировал за сборную Англии в матче против сборной Уэльса, открыв в счёт в той игре на 12-й минуте. Забивал в первых четырёх своих матчах за сборную (дважды — против Уэльса, а также против Ирландии и Шотландии). Всего провёл за сборную Англии 7 матчей, забил 4 гола. Последнюю игру за сборную провёл 1 апреля 1911 года (против сборной Шотландии).

## Достижения
Астон Вилла
- Обладатель Кубка Англии (2): 1905, 1913
- Чемпион Англии: 1909/10
- Вице-чемпион Англии (5): 1902/03, 1907/08, 1910/11, 1912/13, 1913/14
- Участник Суперкубка Англии: 1910[англ.]

Мид-Рондда
- Победитель Второго дивизиона Южной лиги: 1919/20

Сборная Англии
- Победитель Домашнего чемпионата Британии: 1903 (разделённый титул), 1904, 1905, 1911

## Статистика выступлений
| Клуб             | Сезон            | Лига | Лига | Кубок Англии | Кубок Англии | Суперкубок Англии | Суперкубок Англии | Итого | Итого |
| Клуб             | Сезон            | Игры | Голы | Игры         | Голы         | Игры              | Голы              | Игры  | Голы  |
| ---------------- | ---------------- | ---- | ---- | ------------ | ------------ | ----------------- | ----------------- | ----- | ----- |
| Астон Вилла      | 1900/01          | 7    | 1    | 0            | 0            | 0                 | 0                 | 7     | 1     |
| Астон Вилла      | 1901/02          | 34   | 8    | 2            | 0            | 0                 | 0                 | 36    | 8     |
| Астон Вилла      | 1902/03          | 25   | 8    | 3            | 1            | 0                 | 0                 | 28    | 9     |
| Астон Вилла      | 1903/04          | 27   | 15   | 2            | 1            | 0                 | 0                 | 29    | 16    |
| Астон Вилла      | 1904/05          | 31   | 12   | 6            | 4            | 0                 | 0                 | 37    | 16    |
| Астон Вилла      | 1905/06          | 31   | 13   | 3            | 1            | 0                 | 0                 | 34    | 14    |
| Астон Вилла      | 1906/07          | 28   | 8    | 2            | 2            | 0                 | 0                 | 30    | 10    |
| Астон Вилла      | 1907/08          | 32   | 24   | 3            | 1            | 0                 | 0                 | 35    | 25    |
| Астон Вилла      | 1908/09          | 31   | 11   | 1            | 0            | 0                 | 0                 | 32    | 11    |
| Астон Вилла      | 1909/10          | 32   | 20   | 3            | 2            | 0                 | 0                 | 35    | 22    |
| Астон Вилла      | 1910/11          | 32   | 15   | 2            | 1            | 1                 | 0                 | 35    | 16    |
| Астон Вилла      | 1911/12          | 34   | 7    | 3            | 1            | 0                 | 0                 | 37    | 8     |
| Астон Вилла      | 1912/13          | 35   | 10   | 6            | 1            | 0                 | 0                 | 41    | 11    |
| Астон Вилла      | 1913/14          | 28   | 12   | 4            | 1            | 0                 | 0                 | 32    | 13    |
| Астон Вилла      | 1914/15          | 24   | 4    | 2            | 1            | 0                 | 0                 | 26    | 5     |
| Астон Вилла      | Итого            | 431  | 168  | 42           | 17           | 1                 | 0                 | 474   | 185   |
| Гримсби Таун     | 1920/21          | 5    | 1    | 0            | 0            | 0                 | 0                 | 5     | 1     |
| Гримсби Таун     | Итого            | 5    | 1    | 0            | 0            | 0                 | 0                 | 5     | 1     |
| Всего за карьеру | Всего за карьеру | 436  | 169  | 42           | 17           | 1                 | 0                 | 479   | 186   |